# جمال‌الدین عبدالرزاق اصفهانی
جمال‌الدین محمدبن عبدالرزاق اصفهانی شاعر سده ششم هجری بود. او از بنیانگذاران سبک عراقی به‌شمار می‌رود.

## زندگی
وی در اصفهان زاده شد اما به آذربایجان نیز سفر کرد و گویا در نقاشی نیز دست داشته و با خاقانی شروانی و انوری و ظهیر فاریابی و رشید وطواط مکاتبه و مشاعره می‌کرده‌است. او مداح حکمرانان سلجوقی و آل خُجند بود و در اصفهان می‌زیست.

## ترکیب بند
یکی از بهترین سروده‌های وی ترکیب بند مشهورٍ وی در نعت و ستایش پیامبر اسلام است. این ترکیب بند از مهم‌ترین اشعار در زبان فارسی است. وی در این سروده با بهره‌گیری از آیات و احادیث، شخصیت پیامبر را توصیف کرده‌است:
| ای از بر سدره شاهراهت        |  | وای قبّه عرش تکیه گاهت     |
| ای طاق نهم رواق بالا         |  | بشکسته ز گوشه کلاهت       |
| هم عقل دویده در رکابت        |  | هم شرع خزیده در پناهت     |
| ای چرخ کبود ژنده دلقی        |  | در گردن پیر خانقاهت       |
| مه طاسک گردن سمندت           |  | شب طرّهٔ پرچم سیاهت         |
| جبریل مقیم آستانت            |  | افلاک حریم بارگاهت        |
| چرخ ار چه رفیع، خاک پایت     |  | عقل ارچه بزرگ، طفل راهت   |
| خورده‌است خدا ز روی تعظیم     |  | سوگند به روی همچو ماهت    |
| ایزد که رقیب جان خرد کرد     |  |                           |
| نام تو ردیف نام خود کرد      |  |                           |
| ای نام تو دستگیر آدم         |  | و ای خلق تو پایمرد عالم   |
| فرّاش درت کلیم عمران          |  | چاووش رهت مسیح مریم       |
| از نام محمّدیت میمی           |  | حلقه شده این بلند طارم    |
| تو در عدم و گرفته قدرت       |  | اقطاع وجود زیر خاتم       |
| در خدمتت انبیا مشرّف          |  | وز حرمتت آدمی مکرّم        |
| از امر مبارک تو رفته         |  | هم بر سر حرفت خود آدم     |
| تا بود به وقت خلوت تو        |  | نه عرش و نه جبرئیل محرم   |
| نایافته عزّ التفاتی           |  | پیش تو زمین و آسمان هم    |
| کونین نواله ای ز جودت        |  |                           |
| افلاک طفیلی وجودت            |  |                           |
| ای مسند تو ورای افلاک        |  | صدر تو و خاک توده حاشاک   |
| هرچ آن سمت حدوث دارد         |  | در دیدهٔ همّت تو خاشاک      |
| طغرای جلال تو لعمرک          |  | منشور ولایت تو لولاک      |
| نُه حقّه و هفت مهره پیشت       |  | دست تو و دامن تو زان پاک  |
| در راه تو زخم محض مرهم       |  | بر یاد تو زهر عین تریاک   |
| در عهد نبوّت تو آدم           |  | پوشیده هنوز خرقهٔ خاک      |
| تو کرده اشارت از سر انگشت    |  | مَه قرطهٔ پرنیان زده چاک    |
| نقش صفحات رایت تو            |  | لولاک لما خلقت الافلاک    |
| خواب تو ولا یَنامُ قلبی        |  |                           |
| خوان تو اَبیتُ عِندَ رَبّی         |  |                           |
| ای آرزوی قـَدَر لقایت          |  | وای قبلهٔ آسمان سرایت      |
| در عالم نطق، هیچ ناطق        |  | ناگفته سزای تو ثنایت      |
| هر جای که خواجه ای غلامت     |  | هر جای که خسروی گدایت     |
| هم تابش اختران ز رویت        |  | هم جنبش آسمان برایت       |
| جانداروی عاشقان حدیثت        |  | قفل دل گمرهان دعایت       |
| اندوختهٔ سپهر و انجم          |  | برنامده ده یک عطایت       |
| بر شهپر جبرئیل نِه زین        |  | تا لاف زند ز کبریایت      |
| بر دیدهٔ آسمان قدم نِه         |  | تا سرمه کشد ز خاک پایت    |
| ای کرده بزیر پای کونین       |  |                           |
| بگذشته ز حد قاب قوسین        |  |                           |
| ای حجرهٔ دل به تو منوّر        |  | وای عالم جان ز تو معطر    |
| ای شخص تو عصمت مجسّم          |  | وای ذات تو رحمت مصوّر      |
| بی یاد تو ذکرها مزوَّر         |  | بی‌نام تو وِردها مبتـَّر      |
| خاک تو نهال شاخ طوبی         |  | دست تو زهاب آب کوثر       |
| ای از نفس نسیم خلقت          |  | نُه گوی فلک چو گوی عنبر    |
| از یَعصِمکَ الله اینت جوشن      |  | وزیغفرک الله آنت مغفر     |
| تو ایمنی از حدوث گو باش      |  | عالم همه خشک یا همه تر    |
| تو فارغی از وجود، گو شو      |  | بطحا همه سنگ یا همه زر    |
| طاووس ملائکه بَریدت           |  |                           |
| سرخیل مقرّبان مُریدت           |  |                           |
| ای شرع تو چیره چون به شب روز |  | وای خیل تو بر ستاره پیروز |
| ای عقلِ گره گشای معنی         |  | در حلقهٔ درس تو نوآموز     |
| ای تیغ تو کفر را کفن باف     |  | نعلین تو عرش را کُلـَه دوز  |
| ای مذهب‌ها ز بعثت تو          |  | چون مکتبها به عید نوروز   |
| از موی تو رنگ کسوت شب        |  | وز روی تو نور چهرهٔ روز    |
| حلم تو شگرف دوزخ آشام        |  | خشم تو عظیم آسمان سوز     |
| ماه سر خیمهٔ جلالت            |  | در عالم علو مجلس افروز    |
| بنموده نشان روی فردا         |  | آیینهٔ معجز تو امروز       |
| ای گفته صحیح و کرده تصریح    |  |                           |
| در دست تو سنگریزه تسبیح      |  |                           |
| هر آدمیی که او ثنا گفت       |  | هرچ آن نه ثنای تو خطا گفت |
| خود خاطر شاعری چه سنجد؟      |  | نعت تو سزای تو خدا گفت    |
| گرچه نه سزای حضرت توست       |  | بپذیر هر آنچه این گدا گفت |
| هر چند فضول گوی مردی است     |  | آخر نه ثنای مصطفی گفت؟    |
| در عمر هر آنچه گفت یا کرد    |  | نادانی کرد و ناسزا گفت    |
| زان گفته و کرده گر بپرسند    |  | کز بهر چه کرد یا چرا گفت؟ |
| این خواهد بود عُدّت او         |  | کفارهٔ هر چه کرد یا گفت    |
| تو محو کن از جریدهٔ او        |  | هر هرزه که از سر هوا گفت  |
| چون نیست بضاعتی ز طاعت       |  |                           |
| از ما گنه و ز تو شفاعت       |  |                           |

## مقام شاعر
عبدالرزاق از شاعرانی است که از تصوف و حکمت بهره فراوان داشته‌است. وی پدر کمال‌الدین اصفهانی است. دیوانش نزدیک به بیست هزار بیت شعر است. جمال‌الدین عبدالرزاق در لطافت طبع یگانه و در فضل و هنر سرآمد بود.
| منم آن‌کس که عقل را جانم |  | منم آن‌کس که روح را مانم |
| دعوی فضل را چو معناام   |  | معنی عقل را چو برهانم   |
| گلبن روح را چو صدبرگم   |  | باغ دل را هزاردستانم    |
| نثر را نوشکفته بستانم   |  | نظم را دسته‌بسته ریحانم  |

## نمونه شعر
| الحذار ای غافلان زین وحشت‌آباد الحذار     |  | الفرار ای عاقلان زین دیو مردم الفرار  |
| ای عجب، دلتان نه بگرفت و نشد جانتان ملول |  | زین هواهای عفن زین آب‌های ناگوار       |
| عرصه نادلگشا و بقعه نادلپسند             |  | قرصه‌ای ناسودمند و شربتی ناسازگار      |
| مرگ در وی حاکم و آفات در وی پادشاه       |  | ظلم در وی قهرمان و فتنه در وی پیشکار  |
| امن در وی مستحیل و عدل در وی ناامید      |  | کام در وی ناروا، راحت در او ناپایدار  |
| ماه را ننگ محاق و مهر را نقص کسوف        |  | خاک را عیب زلازل چرخ را رنج دوار      |
| مهر را خفاش دشمن، شمع را پروانه خصم      |  | جهل را بر دست تیغ و عقل را بر پای خار |
| نرگسش بیمار بینی لاله‌اش دل‌سوخته          |  | غنچه‌اش دلتنگ یابی و بنفشه سوگوار      |
| تو چنین بی‌برگ در غربت به خواری تن‌زده     |  | وز برای مقدمت روحانیان در انتظار      |
| بوده‌ای یک قطره آب و پس شوی یک‌مشت خاک     |  | در میانه چیست این آشوب و چندین کارزار |

## پایان زندگی
جمال‌الدین عبدالرزاق اصفهانی در حدود سال ۵۸۸ هجری قمری درگذشت.